# 舒格·雷·倫納德
雷·查爾斯·倫納德（英語：Ray Charles Leonard，1956年5月17日—），綽號蜜糖（Sugar），人稱舒格·雷·倫納德（英語：Sugar Ray Leonard），生於美國北卡羅萊那州威爾明頓，前職業拳擊手，曾獲得五座世界冠軍，為史上第一位累計獲得獎金超過一億美元的選手，入選國際拳擊名人堂。

## 生平
家中有七名子女，倫納德排行第五。他的母親用她最喜愛的歌手，雷·查尔斯（Ray Charles），為他命名。
他的兄長，羅傑·倫納德（Roger Leonard）也是一位職業拳擊手，他幫助雷·倫納德展開他的拳擊生涯。在業餘賽期間，曾有人對他的教練說，「你找到這小子像糖一般甜。」（That kid you got is sweet as sugar.），此後蜜糖成為他的綽號。1969年，雷·倫納德開始首場公開職業拳擊賽。